# Dealurile Homoroadelor
Dealurile Homoroadelor alcătuiesc o zonă protejată (arie de protecție specială avifaunistică - SPA) situată în sud-estul Transilvaniei, pe teritoriile administrative ale județelor Brașov, Covasna și Harghita.

## Localizare
Aria naturală este întinsă pe o suprafață de 37.093 ha. și ocupă teritoriul nord-estic al județului Brașov (comunele: Augustin, Cața, Homorod, Ormeniș, Racoș), cel nord-vestic al județului Covasna (Baraolt, Brăduț, Vârghiș) și cel sudic al județului Harghita (Lueta, Mărtiniș, Merești, Ocland). Aceasta este străbătută de drumurile județene DJ131, DJ132 și DJ 132A.

## Descriere
Zona a fost declarată Arie de protecție specială avifaunistică prin Hotărârea  de Guvern nr. 1284 din 24 octombrie 2007 (privind declararea ariilor de protecție specială avifaunistică ca parte integrantă a rețelei ecologice europene Natura 2000 în România) și include rezervațiile naturale: Locul fosilifer Carhaga, Coloanele de bazalt de la Racoș, Cheile Vârghișului și peșterile din chei și Popasul păsărilor de la Sânpaul.
Aria protejată (încadrată în bioregiunea geografică alpină a Carpaților Orientali și continentală a sud-estului Transilvaniei) reprezintă o zonă naturală (păduri de foioase, păduri în tranziție, râuri, pajiști semi-naturale, fânețe, pășuni, terenuri arabile și culturi) ce asigură condiții de hrană, cuibărit și viețuire pentru mai multe specii de păsări migratoare, de pasaj sau sedentare aflate în bazinul hidrografic al Oltului. 
La baza desemnării sitului se află mai multe specii de păsări; dintre care unele protejate la nivel european (enumerate în anexa I-a a Directivei Consiliului European 147/CE din 30 noiembrie 2009 privind conservarea păsărilor ) sau aflate pe lista roșie a IUCN.

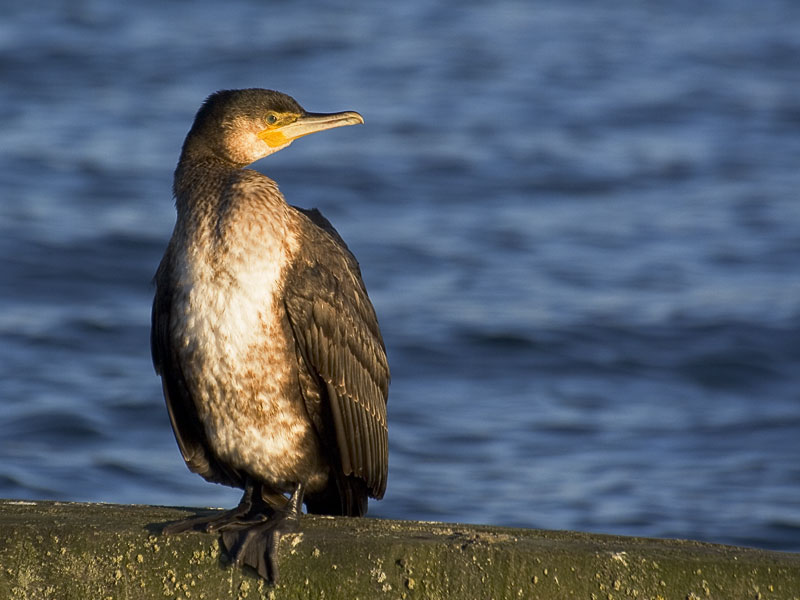
Cormoran mare (Phalacrocorax carbo)

Specii avifaunistice semnalate în arealul sitului: acvilă-țipătoare-mică (Aquila pomarina), acvilă-țipătoare-mare (Aquila clanga), acvilă de câmp (Aquila heliaca), acvilă de munte (Aquila chrysaetos), pescăruș albastru (Alcedo atthis), rață cârâitoare (Anas querquedula), rață mică (Anas crecca), rață fluierătoare (Anas penelope), rață-cu-cap-castaniu (Aythya ferina), rața moțată (Aythya fuligula), stârc cenușiu (Ardea cinerea), stârc galben (Ardeola ralloides), stârc de noapte (Nycticorax nycticorax), stârc pitic (Ixobrychus minutus), cocoșul de mesteacăn (Bonasa bonasia), bufniță (Bubo bubo), buhai de baltă (Botaurus stellaris), barză albă (Ciconia ciconia), barză neagră (Ciconia nigra), lopătar (Platalea leucorodia), erete de stuf (Circus aeruginosus), erete vânăt (Circus cyaneus), cristei de câmp (Crex crex), caprimulg (Caprimulgus europaeus), egretă mare (Egretta alba), lișiță (Fulica atra), ciocănitoarea de stejar (Dendrocopos medius), ciocănitoare neagră (Dryocopus martius), ciocănitoarea de grădină (Dendrocopos syriacus), ciocănitoarea verzuie (Picus canus), șoim călător (Falco peregrinus), sfrâncioc roșiatic (Lanius collurio), sfrânciocul cu frunte neagră (Lanius minor), pescăruș sur (Larus canus), pescăruș râzător (Larus ridibundus), pescăruș argintiu (Larus cachinnans), ploier auriu (Pluvialis apricaria), bătăuș (Philomachus pugnax), viespar (Pernis apivorus), corcodel mare (Podiceps cristatus), corcodel mic (Tachybaptus ruficollis), cormoran mare (Phalacrocorax carbo), cresteț cenușiu (Porzana parva), corcodel mic (Tachybaptus ruficollis).

## Căi de acces
- Drumul național DN13 pe ruta Brașov - Feldioara - Apața - Augustin.
- Drumul național DN13A: Miercurea Ciuc - Vlăhița, de aici se intră în drumul județean DJ132 spre Lueta - Merești
- Drumul național DN12: Sfântu Gheorghe - Bodoc, se intră în stânga pe drumul județean DJ122 spre Bățanii Mari - Biborțeni - Baraolt, de aici în partea dreaptă se intră în drumul județean DJ131 spre Tălișoara și se ajunge în satul Vârghiș.

## Monumente și atracții turistice
În vecinătatea sitului se află câteva obiective de interes istoric, cultural și turistic; astfel:
- Biserica de lemn din Cuciulata cu hramul „Cuvioasa Paraschiva”, construcție secolul al XVIII-lea, monument istoric.
- Biserica ortodoxă din Cuciulata, construcție 1794, monument istoric
- Biserica reformată fortificată din satul Racoș construită între anii 1791-1797, monument istoric.

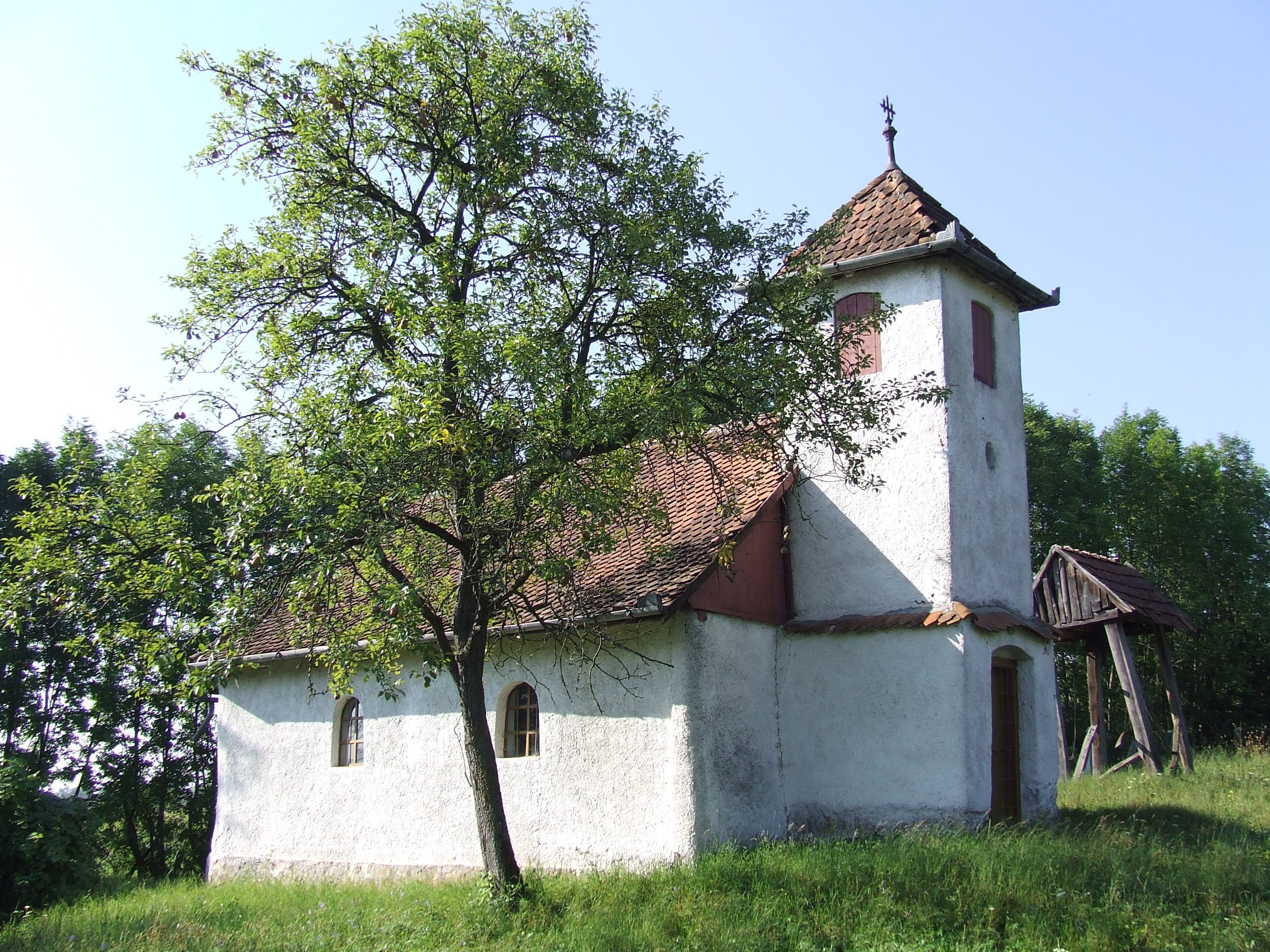
Biserica de lemn din Vârghiș

- Biserica unitariană din Merești, construcție 1789-1793, monument istoric
- Biserica de lemn din Vârghiș cu hramul „Sf. Arhangheli Mihail și Gavriil”, construcție 1807, monument istoric[13]
- Gospodărie țărănească (casă, șură, hambar, poartă, fântână cu cumpănă) din satul Vârghiș, construcție 1783, monument istoric.
- Castelul Sükōsd - Bethlen de la Racoș, construcție secolul al XVII-lea, monument istoric
- Cetatea dacică de la Merești[14]
- Casa memorială Aron Pumnul (cărturar, lingvist, filolog și istoric literar) din satul Cuciulata.
- Ariile protejate: Coloanele de bazalt de la Racoș, Cheile Dopca Pădurea Bogății (rezervație naturală (de tip geologic, floristic și faunistic) întinsă pe o suprafață de 6.329 hectare în partea centrală a Munților Perșani), Poiana narciselor de la Vlăhița, Tinovul Luci (mlaștină ologotrofă ce adăpostește plante rare de turbărie, printre care și o specie insectofagă, cunoscută sub denumirea populară de roua cerului - Drosera rotundifolia).